# Taryn Power

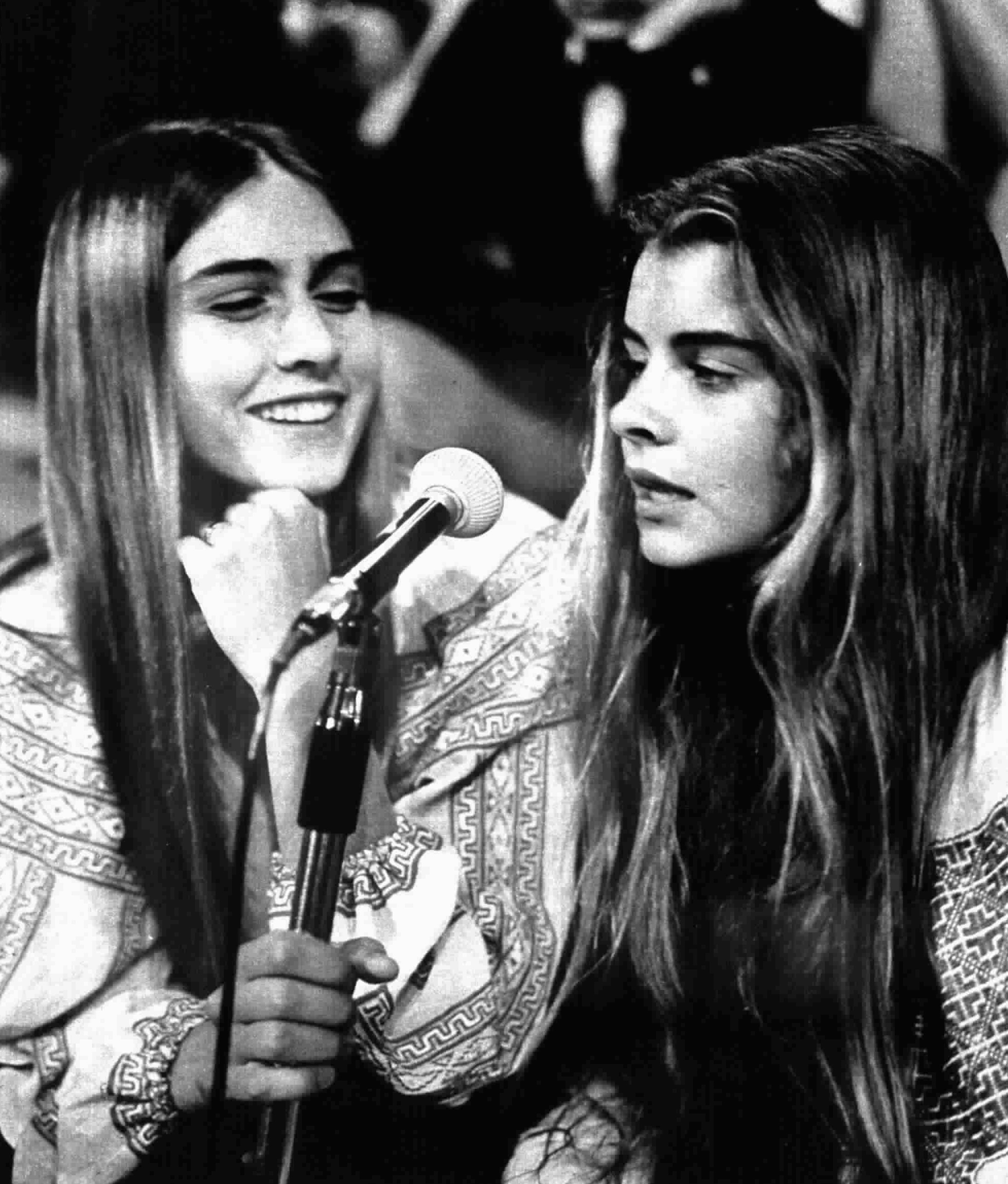
Romina und Taryn Power.

Taryn Stephanie Power (* 13. September 1953 in Los Angeles, Kalifornien; † 26. Juni 2020 in Wisconsin) war eine US-amerikanische Schauspielerin.

## Leben und Wirken
Sie war die jüngere Tochter des amerikanischen Schauspielers Tyrone Power und seiner zweiten Ehefrau Linda Christian. Nach der Scheidung ihrer Eltern 1956 wechselte sie mit ihrer Mutter und ihrer Schwester Romina Power häufig den Wohnort, doch sie lebten überwiegend in Italien und Spanien, wo die beiden Mädchen die meiste Zeit ihrer Kindheit verbrachten. Taryn Power spielte in acht Filmen mit, die ersten beiden auf Spanisch, während es sich bei den restlichen meistens um englischsprachige Filme handelte. Ihre bekanntesten Rollen sind die der Valentine De Villefort in Der Graf von Monte Christo mit Richard Chamberlain, Donald Pleasence und Tony Curtis aus dem Jahr 1975 und 1977 die der Dione in dem Film Sindbad und das Auge des Tigers an der Seite von Jane Seymour und Patrick Wayne. 
1975 traf sie den Fotografen Norman Seeff in Los Angeles und heiratete ihn kurz vor der Geburt ihres ersten Kindes im Jahr 1980. Sie trennte sich von ihm und ließ sich 1982 scheiden. Power bekam von ihrem zweiten Ehemann Tony Sales, dem Bassisten der Band Chequered Past, zwei weitere Kinder, einen Sohn (* 1984) und eine Tochter (* 1986).  1993 heiratete sie William Greendeer, mit dem sie 1996 ebenfalls eine Tochter bekam. Taryn Power starb im Juni 2020 im Alter von 66 Jahren an Leukämie.

## Filmografie (Auswahl)
- 1972: Peter del Mar
- 1974: Un Viaje de locos
- 1975: Der Graf von Monte Christo (The Count of Monte-Cristo, Fernsehfilm)
- 1976: Tracks
- 1976: Bordella (House of Pleasure for Women)
- 1977: Sindbad und das Auge des Tigers (Sindbad and the Eye of the Tiger)
- 1984: Serpiente de mar (The Sea Serpent)
- 1990: Eating